# Frank Arnesen
Frank Arnesen (Kopenhagen, 30. rujna 1956.) je danski bivši nogometaš i umirovljeni reprezentativac.
Bio je iznimno talentiran nogometaš. Vrlo probojan po lijevom, i desnom krilu, ili izvrstan organizator i pucač kao desni, ili lijevi vezni. Igrač solo-prodora. U karijeri su ga pratile brojne ozljede, te višestruki lomovi. Najbolje utakmice odigrao je kao kapetan Ajaxa, te na Europskom prvenstvu u Francuskoj 1984.
Iz lokalnog Amagera prelazi 1975. u Ajax. Tu se razvio u igrača svjetske klase. 1981. odlazi u Valenciu, a 1983. postaje član Anderlechta. 1985. je na svojoj posljednjoj etapi u PSV-u iz Eindhovena. Karijeru završava u sezoni 1987./88., kada u posljednjoj utakmici nizozemskog prvenstva po drugi puta lomi istu nogu. Za dansku reprezentaciju debitirao je 1977., a svoj posljednji nastup je zablježio 1987. Ukupno je odigrao 52 utakmice, te 14 puta poentirao. Danas slovi za najboljeg sportskog direktora. Činjenično je najskuplji i zaposlen je bio u Chelseaju.